# Kalix flygfält
Kalix flygfält var ett flygfält i Näsbyn, Kalix kommun. Idag finns det endast asfaltsrester kvar av själva fältet, samt en hangar. Det var ett flygfält med tre permanentade banor i en triangel som var mellan 750 och 800 m långa. Det fanns även sex luftbevakningstorn med kulsprutor.

## Historia
Flygfältet anlades i slutet på 1930-talet mellan oktober 1936 och 1941 av Nederkalix landskommun med hjälp av AK-arbeten, arbeten för arbetslösa som staten betalade för. Flygfältet var ursprungligen avsett att bli ett civilt kommersiellt flygfält, men kom att bli militärt. För detta ändamål köpte kommunen mer mark för att förlänga de startbanor som hade byggts, och för att möjliggöra utbyggnader av ytterligare startbanor.  År 1942 blev fältet i flygförvaltningens ägo.  Mellan år 1943 och 1944 utvidgades fältet och 1945 blev det ett övningsfält.
Planer fanns på att man i Kalix skulle satsa på att göra ett stort utbyggt flygfält som var militärt och civilt för Norrbotten men utbyggnaden blev istället i Luleå. Under 1950-talet kom nya flygplan, jetflygplanen, vilket gjorde att fältet mycket snabbt hade kunnat tas över av fienden eller bombas. Flygfältet skulle enligt försvarsplanen försvaras av 638 värnkompaniet ur Kalix flygfältspluton som löd under Kalix försvarsområde. De av staten ägda delarna av fältet såldes till Nederkalix landskommun i början på 1960-talet när inte flygförvaltningen längre hade behov av fältet.
År 1958 i samband med Skid-SM i Kalix anordnades en travtävling på flygfältet, och på 1960-talet anordnades en del bilracetävlingar på flygfältet där det var omkring 10 000 åskådare. Även ytterligare travtävlingar hölls här under 1960-talet.
Den 22 december 2021 brann den ena tidigare hangaren ner som kallats för Furulogen och som var ett dansställe under början av 1970-talet och fram till början av 1980-talet.